# Euxoa splendida
Euxoa splendida là một loài bướm đêm trong họ Noctuidae.